# Exzessgröße
Eine Exzessgröße ist eine Eigenschaft einer Mischung von Stoffen, die die Abweichung vom idealen Verhalten beschreibt.
Typische Exzessgrößen sind
- Mischungswärmen {\displaystyle h^{E}}
- freie Exzessenthalpie {\displaystyle g^{E}}: dient zur Bestimmung von Aktivitätskoeffizienten mittels {\displaystyle g^{E}}-Modelle
- Exzesswärmekapazitäten {\displaystyle c_{p}^{E}}
- Exzessvolumina {\displaystyle v^{E}}
- Exzessdruck {\displaystyle p^{E}}: Abweichung des Dampfdrucks vom idealen Verhalten nach Raoult